# Памятник советским танкистам в Праге
Памятник советским танкистам (чеш. Památník sovětských tankistů; известен также как «Танк № 23» (чеш. Tank číslo 23) и «Смиховский танк» (чеш. Smíchovský tank)) — памятник, установленный 29 июля 1945 года в Праге (Чехословакия) в честь советских солдат, пришедших на помощь восставшей Праге 9 мая 1945 года в конце Великой Отечественной войны.
Первым въехал в Прагу экипаж гвардии лейтенанта И. Г. Гончаренко на танке Т-34-85 № 24, который был подбит, а сам Иван Гончаренко — погиб. 29 июля 1945 года на площади Штефаника (ныне площадь Кинских) был открыт памятник советским танкистам с другим тяжёлым танком ИС-2 № 23. Согласно легенде, генерал Д. Д. Лелюшенко, принимавший решение по танку-памятнику, критически отозвался о подбитом танке Т-34-85, заявив: «Не будем же мы давать чехам такое старьё». Однако вплоть до конца 1980-х годов официальная версия утверждала, что в Праге действительно выставлен тот самый «первый» танк.
После «бархатной революции» в 1991 году он был перекрашен в розовый цвет художником Давидом Черни, потом демонтирован с постамента и ныне используется в качестве символа оккупации Чехословакии советскими войсками.

## Танк-памятник
6 мая советские войска в составе 3-й и 4-й гвардейских танковых армий 1-го Украинского фронта выдвинулись в сторону Праги для оказания помощи горожанам, восставшим против немецкой оккупации. В 3 часа утра 9 мая 1945 года в Прагу ворвались танки 63-й гвардейской Челябинской танковой бригады, передового отряда 4-й танковой армии. Первым шёл экипаж гвардии лейтенанта И. Г. Гончаренко на танке Т-34-85 № 24 из взвода лейтенанта Л. Е. Буракова. В бою за Манесов мост танк был подбит из немецкой самоходки, Иван Гончаренко погиб, механик-водитель был ранен в голову, а чеху-проводнику оторвало ногу. Остальные танки штурмовой группы, сломив сопротивление врага, овладели Манесовым мостом, по которому вышли к центру Праги.
29 июля 1945 года в Праге (Чехословакия) на площади Штефаника (ныне площадь Кинских) в присутствии маршала И. С. Конева был открыт памятник в честь советских солдат.

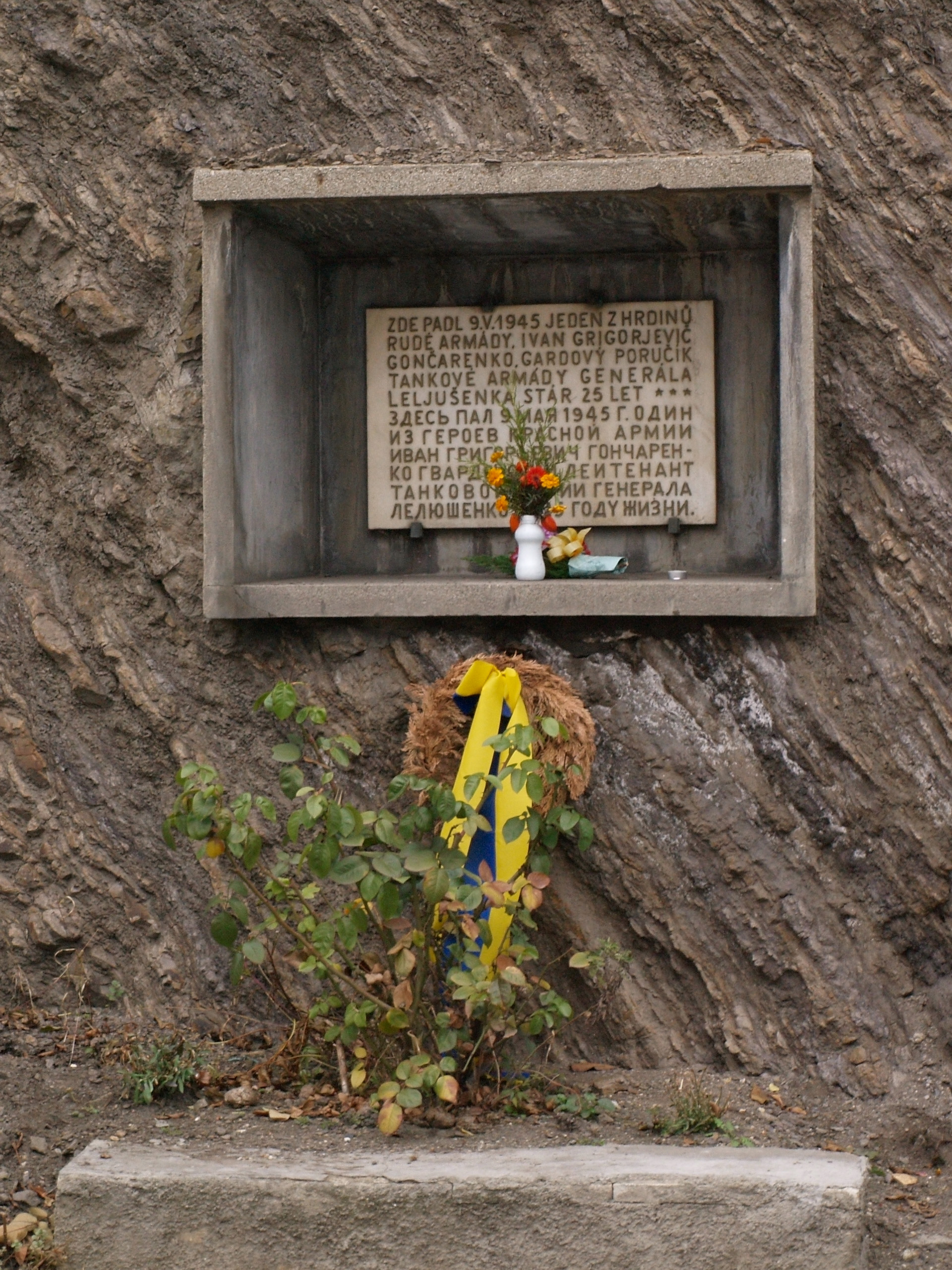
Мемориальная доска на месте гибели лейтенанта Г. И. Гончаренко.

Однако вместо «тридцатьчетвёрки» гвардии лейтенанта И. Г. Гончаренко на четырёхугольный постамент, изготовленный пленными немцами, был водружён тяжёлый танк ИС-2, построенный в 1943 году на заводе имени Кирова в Челябинске. Согласно легенде, решение о замене Т-34 на ИС-2 принято генералом Д. Д. Лелюшенко, критически отозвавшемся о подбитом танке Т-34-85 И. Г. Гончаренко, заявившем: «Не будем же мы давать чехам такое старьё». Кроме того, на ИС-2 был нанесены номер 23 (вместо реального номера 24) и красная звезда, которой на танке И. Г. Гончаренко не было. Вплоть до конца 1980-х годов официальная версия утверждала, что в Праге действительно выставлен тот самый «первый» танк. На постаменте были установлены латунные таблички с надписью: «Вечная слава героям гвардии—танкистам генерала Лелюшенко, павшим в борьбе за свободу и независимость нашей великой Советской Родины. 9-е мая 1945», а площадь с памятником была переименована в площадь Советских танкистов.
Официальная версия была очень широко распространена и пропагандировалась в чехословацком кино, в книгах, а также в мемуарах советских фронтовиков. Например, в 1950 году был опубликован чехословацкий рассказ для детей «О сердце уральского хлопца» (П. Когоут в сборнике «O černém a bílém»). В 1950-е годы танку был также придан статус национального культурного памятника.
После военного подавления восстания в Венгрии в 1956 году, как и у других танков-памятников в Чехословакии, у танка ИС-2 были сняты все детали двигателя и коробки передач, с тем чтобы танк не мог быть использован против властей. А после подавления Пражской весны 1968 года и последующим «периодом советской оккупации» он уже не воспринимался чехами как символ освобождения от фашизма.

## «Розовый танк»
После «бархатной революции» жители Праги узнали, что все эти десятилетия на постаменте стоял не подбитый Т-34-85 гвардии лейтенанта И. Г. Гончаренко, а другой танк (ИС-2). На фоне возникших разговоров, что нет никаких моральных причин оставлять советский танк на постаменте, в ночь на 28 апреля 1991 года будущий скульптор, а в тот момент 23-летний студент VŠUP Давид Черны со своими друзьями покрасил ИС-2 в розовый цвет, а также установил на крыше башни танка фаллический символ в виде пальца. По словам скульптора, он хотел высмеять символику советских военных памятников, которые угрожали мирному населению силой. В результате Черны был арестован за хулиганство, а после официального протеста российского правительства танку была возвращена первоначальная зелёная окраска. Однако вскоре, 12 мая, 15 депутатов Федерального Собрания, которым не грозил арест из-за депутатского иммунитета, в знак протеста против ареста художника устроили субботник и вновь перекрасили танк в розовый цвет. При этом перед памятником была демонтирована клумба в форме пятиконечной звезды и сооружён импровизированный мемориал в память генерала А. А. Власова, армии которого приписывают освобождение Праги в период с 5 по 8 мая 1945 года.
В таком виде танк оставался до окончательной ликвидации памятника 13 июня 1991 года. Танк-памятник был лишён статуса памятника культуры и был сначала передан в музей военной истории в Кбеле, а затем в военно-технический музей в Лешанах, где находится до сих пор, всё так же окрашенный в розовый цвет.
Не увенчались успехом предложения представителей Коммунистической партии о восстановлении памятника, а также предложения Давида Черны по поводу установки в Праге розового танка в качестве постоянного памятника (под давлением премьер-министра Милоша Земана и российского посольства мэрия Праги отвергла его проект). В июне 2002 года на месте бывшего памятника был открыт фонтан под названием «Люк времени».
По инициативе Давида Черны розовый танк некоторое время экспонировался в курортном городке Лазне-Богданеч, где до 1990-х годов находились казармы советских войск. Летом 2004 года во время культурной акции «Парад коров», на площади Кинских была установлена корова со звездой и номером 23, пародирующая памятник советскому танку. Затем 21 августа 2008 года, в знак протеста против оккупации 1968 года и российско-грузинской войны, на площади Кинских была установлена инсталляция — окрашенная в розовый цвет часть базы танка Т-34 с двумя белыми полосами. 18 июня 2011 года в рамках Недели свободы в честь 20-летия вывода советских войск из Чехословакии было обновлено розовое покрытие танка и восстановлен фаллический символ. Танк был доставлен из музея на Смиховский причал в Праге, а затем его водрузили на понтон в середине реки Влтавы, где он и находился до 1 июля.

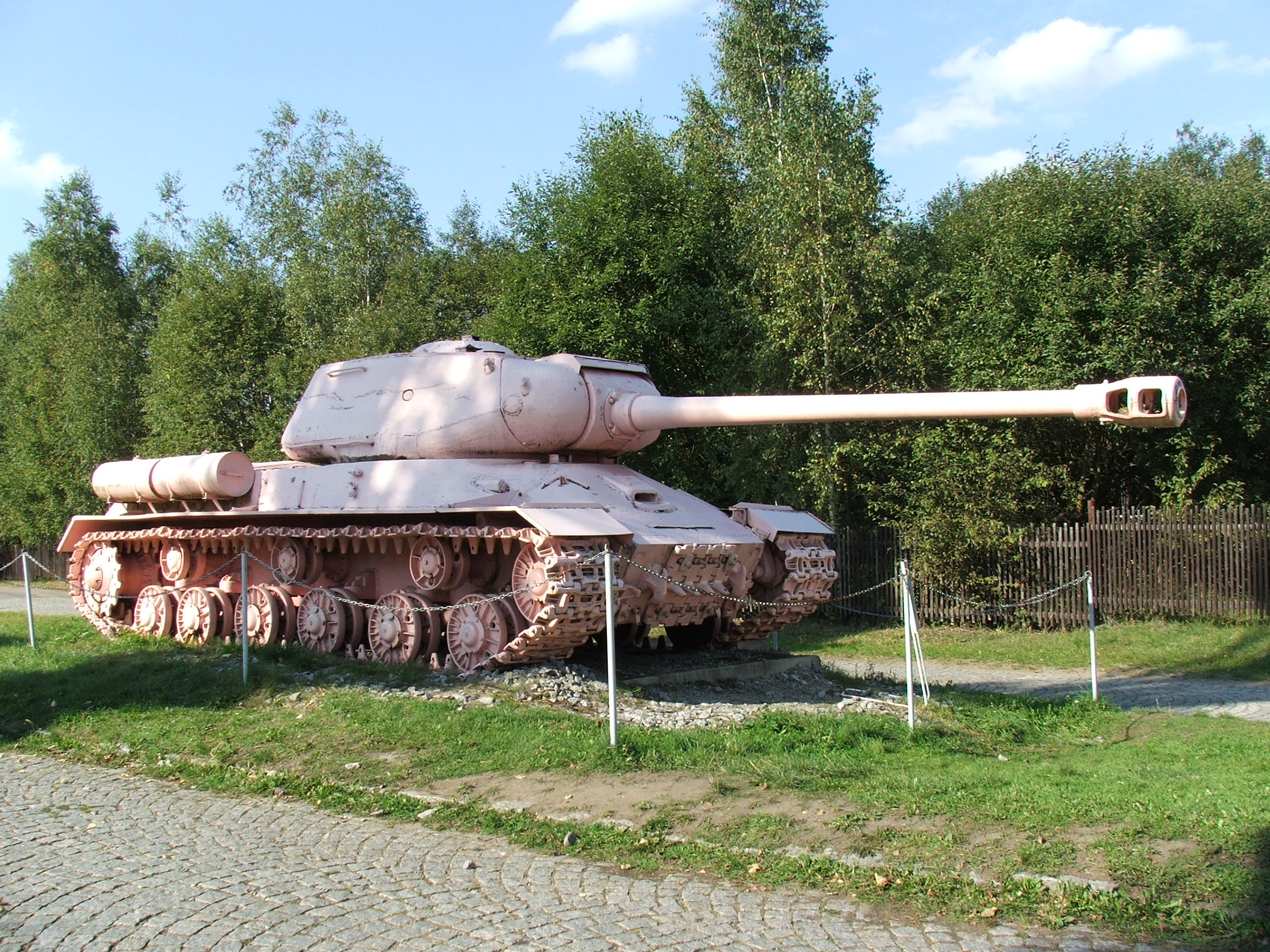
Этот же танк, перекрашенный в розовый цвет.
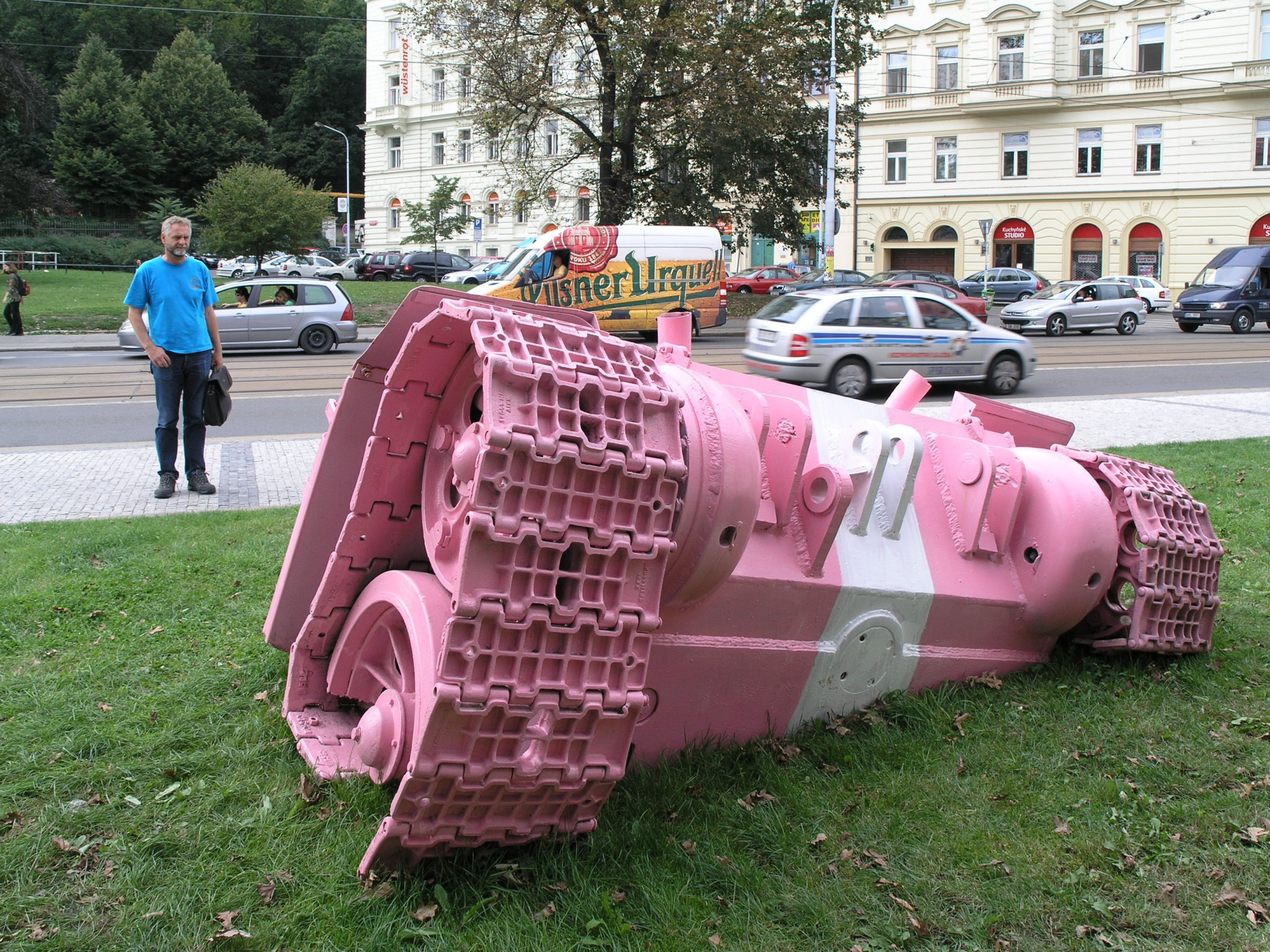
Часть базы розового танка с двумя белыми полосами в 2008 году на площади Кинских.
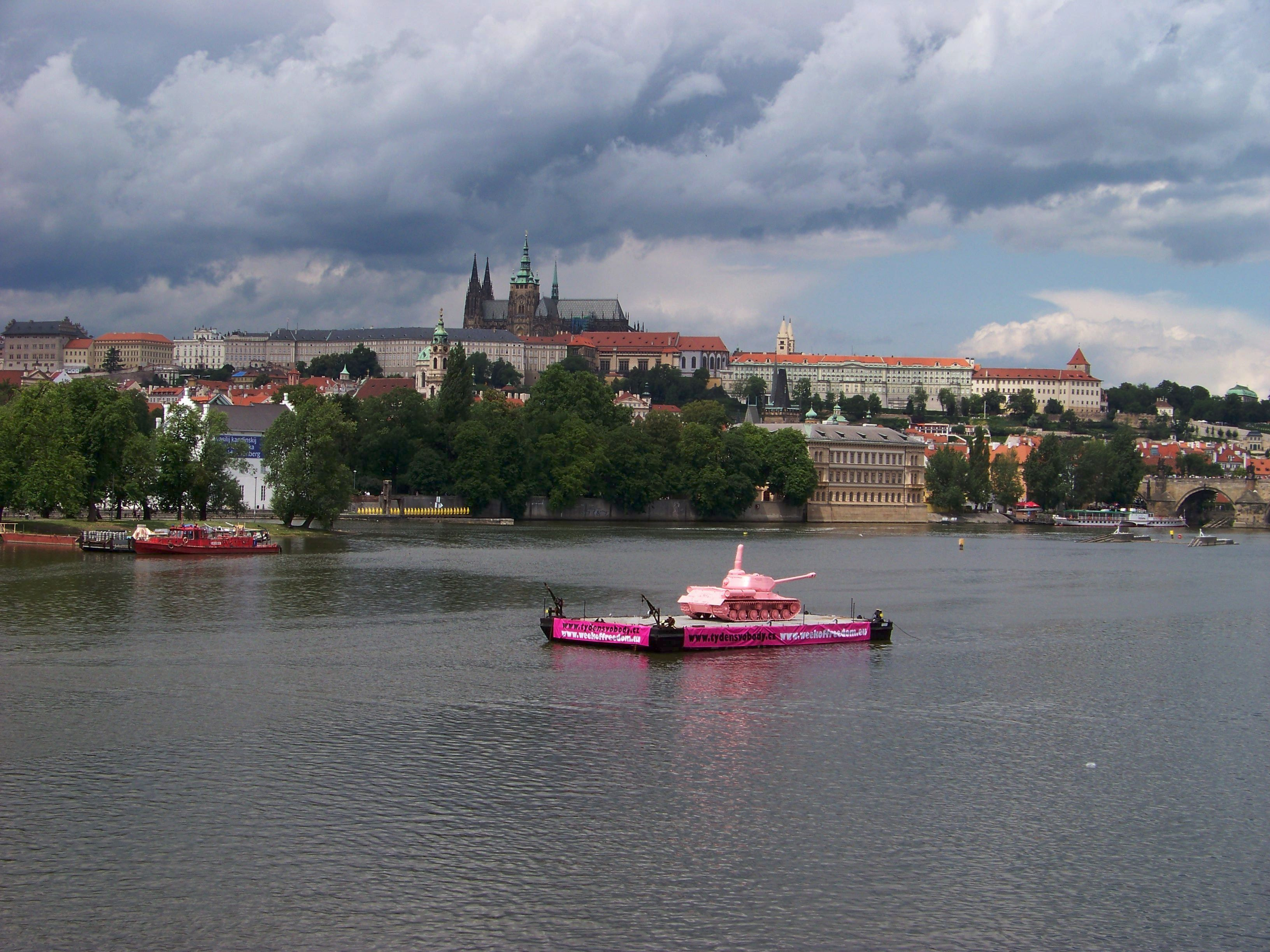
Танк на пути к Праге для празднования 20-й годовщины вывода советских войск из Чехословакии, 20 июня 2011 года.

У современных чехов реакция на использование «розового танка» в качестве символа советско-чешских отношений весьма различная. Многие из тех, кто сам пережил или хорошо знает о Второй мировой войне, не приемлют перекраски танка, однако другие усматривают в этом символ превращения танка в «нечто совершенно безопасное», считая, что этот розовый танк является «красивым окончанием оккупации Чехии». Также некоторые политические и ветеранские организации России обращались к чешским властям с просьбой о восстановлении первоначальной окраски танка.
По мнению директора Военно-исторического института в Праге Алеша Книжека, «мы не намерены менять этот символ розового танка. В музее у нас много и других танков, которые непосредственно принимали участие в боях Второй мировой войны. Розовый танк для нас по-прежнему остается как символом конца войны, так и символом прихода свободы в Чехословакию после 1989 года».
Образ розового танка распространился и получил воплощение в других городах Чехии и странах.